# Vaiges
Vaiges település Franciaországban, Mayenne megyében. Lakosainak száma 1164 fő (2022. január 1.). Vaiges La Bazouge-de-Chemeré, La Chapelle-Rainsouin, Saint-Georges-le-Fléchard, Saint-Léger, Saint-Pierre-sur-Erve, Saulges, Soulgé-sur-Ouette és Blandouet-Saint Jean községekkel határos.

## Népesség
A település népessége az elmúlt években az alábbi módon változott:
| Lakosok száma | 962  | 969  | 1019 | 1157 | 1151 | 1152 | 1167 | 1166 | 1165 | 1164 |
|               | 1968 | 1982 | 1990 | 2006 | 2013 | 2015 | 2017 | 2019 | 2020 | 2022 |